# Friedrich Faller
Pour les articles homonymes, voir Faller.
Friedrich Faller (né le 17 mai 1856 à Waldshut et mort le 15 avril 1905 à Bonndorf im Schwarzwald) est aubergiste et député du Reichstag.

## Biographie
Faller étudie à l'école secondaire de Ravensbourg, à l'internat de français et d'anglais à Neuchâtel et l'institut international d'enseignement de Bruchsal. À partir de 1875, il travaille dans l'entreprise de son père, qu'il reprend en 1886 (agriculture, auberge et poste à Bonndorf). À partir de 1895, il est membre de l'assemblée d'arrondissement et à partir de 1896, membre du conseil agricole de Bade. De 1888 à 1904, il commande le service d'incendie volontaire de Bonndorf. De 1898 jusqu'à sa mort, il est député du Reichstag pour la 2e circonscription du Grand-duché de Bade (Donaueschingen (de), Villingen) avec le Parti national-libéral.